# Gyula Polgár
Gyula Polgár (Kistelek, 8 de febrer de 1912 - Sydney, 18 de juny de 1992) fou un futbolista hongarès de les dècades de 1930 i 1940.
Fou internacional amb Hongria, amb qui participà en els Mundials de 1934 i 1938. En total jugà 26 partits amb la selecció en els quals marcà dos gols.
Pel que fa a clubs, destacà al Ferencváros i al MTK Budapest.
Un cop retirat començà una llarga carrera d'entrenador a Austràlia.